# Istiqlal (Partei)
Istiqlal bzw. Partei der Unabhängigkeit (arabisch حزب الاستقلال, DMG ḥizb al-istiqlāl, marokkanisches Tamazight ⴰⴽⴰⴱⴰⵔ ⵏ ⵍⵉⵙⵜⵉⵇⵍⴰⵍ Akabar n Listiqlal, französisch Parti de l’Istiqlal, PI) ist eine bedeutende und gleichzeitig die älteste politische Partei in Marokko. Sie gilt als gesellschaftspolitisch konservativ und nationalistisch und gehört der Zentristisch-Demokratischen Internationale (CDI) an.
Die Partei stellte von 2007 bis 2011 den Ministerpräsidenten Marokkos und war bis 2013 Koalitionspartner in der PJD-geführten Regierung von Abdelilah Benkirane, bevor sie wieder in die Opposition wechselte. Das Wahlsymbol der Partei ist eine Waage.

## Geschichte

### Gründung

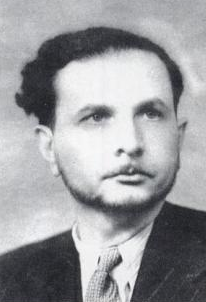
Parteigründer Allal al-Fassi (1949)

Die Istiqlal-Partei wurde 1944 von dem islamischen Rechtsgelehrten Allal al-Fassi als erste politische Partei des Landes gegründet, wobei sie aus dessen 1934 gegründeten Comité d’action marocain hervorging, nachdem ein Manifeste pour l’indépendance (istiqlal) verfasst worden war. Sie war zunächst eine überideologische, nationale Sammlungspartei aller Kräfte, die für die Unabhängigkeit Marokkos eintraten. Befeuert wurden die Unabhängigkeitsbestrebungen auch von der Staatsgründung Israels im Jahre 1948. Es kam zu Pogromen gegen marokkanische Juden und in der Folge zu einer anhaltenden Auswanderungsbewegung. Die Anführer der Istiqlal wurden 1952 von der französischen Protektoratsjustiz nach einer Meuterei verhaftet, und die Istiqlal wurde ebenso wie die Kommunistische Partei verboten. Ihre militanten Kräfte waren in der Folge an Attentatsversuchen gegen Muhammad ibn Arafa, den „Sultan der Franzosen“ in den Jahren 1953–1954 beteiligt, nachdem Sultan Mohammed Ben Jussuf (der spätere König Mohammed V.) von Frankreich abgesetzt und ins Exil verbannt worden war. Die nationale Unabhängigkeitsbewegung war mit der Unterstützung des Sultans jedoch stark genug, dass letzterer 1955 nach Marokko zurückkehren durfte und Frankreich Marokko 1956 in die Unabhängigkeit entlassen musste.

### Nach der Unabhängigkeit
Nach der Unabhängigkeit nahm Istiqlal den Charakter einer dominanten Staatspartei an und sprach sich für ein Großmarokko aus. Die Parteiführung näherte sich auf der einen Seite stark an König Mohammed V. an, auf der anderen Seite wurden die anderen politischen Parteien teils radikal bekämpft. Im ganzen Land verteilt wurden Geheimgefängnisse eingerichtet, in welchen hunderte oder mehr Menschen gefoltert und getötet wurden. Diese Tatsache wird von der Partei heute unumwunden eingeräumt, aber mit unkontrollierbaren militanten Gruppen innerhalb der Sammlungspartei erklärt, eine Beteiligung oder Verantwortung der damaligen Parteiführer wird in Abrede stellt. Unklar bleibt ebenfalls die Rolle des Königs, wobei man davon ausgehen muss, dass ihm in der ersten Zeit seiner Regentschaft schlicht die politische Macht und Autorität fehlte, um die radikalen, politischen Kräfte der jungen Nation zu befrieden. Am 12. Mai 1958 ernannte König Mohammed V. den Generalsekretär der Istiqlal Ahmed Balafrej, seit der Unabhängigkeit bereits Außenminister, zum neuen Ministerpräsidenten. Seine reine Istiqlal-Regierung hielt bis zum Dezember 1958, als er entlassen und von seinem Parteikollegen Abdellah Ibrahim abgelöst wurde.
Der linke Flügel der Partei unter Mehdi Ben Barka, der für mehr staatliche Intervention in der Wirtschaft und Distanz zu den USA, teilweise auch für marxistische Ideen stand, spaltete sich deshalb 1959 ab und bildete die neue Partei Union Nationale des Forces Populaires (UNFP).
Während der quasi-absolutistischen Herrschaft des 1961 gekrönten Königs Hassan II., welcher das politische System Marokkos und die Macht des Königs im Jahre 1962 durch die Einführung einer Verfassung zu stabilisieren versuchte, trat die Istiqlal-Partei dann aber wie die UNFP für mehr Kontrollrechte der Verfassungsorgane ein, war jedoch bis 1963 Teil einer vom König selbst geführten Regierung. Im Jahre 1965 setzte der König die Verfassung außer Kraft und löste das Parlament dauerhaft auf. Istiqlal und UNFP schlossen sich zum Oppositionsbündnis Al-Kutla Al-Wataniya (Nationale Koalition) zusammen. Das Referendum zur Legitimierung der von Hassan II. oktroyierten zweiten Verfassung von 1970 boykottierten sie. Istiqlal-Mitglieder wirkten maßgeblich in der Ligue Marocaine pour la Défense des Droits de l’Homme (LMDDH; Marokkanische Liga für die Verteidigung der Menschenrechte) mit, die um internationale Aufmerksamkeit angesichts der Verletzung fundamentaler Rechte durch das Regime Hassans warb.
Der König unterstützte mehrfach die Gründung neuer Parteien, die der Istiqlal Konkurrenz machen und ihre Position schwächen sollten. Aus der Zivilgesellschaft gebildete, volksnahe Parteien wie Istiqlal und UNFP (beziehungsweise ab 1975 die aus dieser hervorgegangene Sozialistische Union der Volkskräfte, USFP) waren Hassan suspekt, da sie seinen absoluten Machtanspruch in Frage stellten. Dadurch gelang es der Istiqlal-Partei nicht, parlamentarische Mehrheiten zu gewinnen und sie war lange Zeit in der Opposition. Insbesondere konnte sie nicht, wie von ihr beabsichtigt, konservatives Bürgertum und die islamisch gebildete traditionelle Elite hinter sich einigen. Bei diesen wurde sie trotz ihres national-konservativen Programms als säkulare, westlich beeinflusste Kraft wahrgenommen oder gar dem linksintellektuellen Lager zugeordnet.
Erst 1998, ein Jahr vor dem Tod Hassans II., kam sie als Teil einer Mitte-links-Koalition (der wiedergebildeten al-Kutla) unter Führung Abderrahmane Youssoufis von der USFP wieder an die Regierung. Im gleichen Jahr wurde Abbas al-Fassi, der Schwiegersohn des Parteigründers Allal al-Fassi, Generalsekretär der Partei. Bei den Wahlen 2002 konnte Istiqlal ihren Sitzanteil auf 48 der 325 Sitze ausbauen und wurde zweitstärkste Partei. 2007 wurde sie mit 52 Sitzen stärkste Partei. Ihr Parteichef Al-Fassi war anschließend bis 2011 Premierminister einer Fünf-Parteien-Koalition.
Bei der Wahl im November 2011 wurde sie nach der islamisch-religiösen Partei für Gerechtigkeit und Entwicklung (PJD) zweitstärkste Partei mit 60 der nun 395 Sitze in dem vergrößerten Parlament. Die PJD bildete eine Koalitionsregierung mit den al-Kutla-Parteien Istiqlal und PPS sowie der Volksbewegung (MP) unter Führung des PJD-Generalsekretärs Abdelilah Benkirane. Im September 2012 übernahm der Bürgermeister von Fès, Hamid Chabat, als Nachfolger al-Fassis den Vorsitz der Istiqlal-Partei. Unter seiner Führung geriet sie in Konflikt mit der PJD und Premierminister Benkirane. Nach einem Streit über den Abbau von Subventionen zog sie im Juli 2013 ihre Minister aus der Regierung ab und ist seither in der Opposition.

## Liste der Generalsekretäre (Parteivorsitzenden)
- Allal El Fassi – Parteigründer & inoffizieller Anführer (‘‘Zaim‘‘)
- Ahmed Balafrej – Gründungs-Generalsekretär (1943 bis 1960)
- Allal El Fassi – (1960 bis 1974)
- M’hamed Boucetta – (1974 bis 1998)
- Abbas El Fassi – (1998–2012)
- Abdelhamid Chabat (2012–2017)
- Nizar Baraka (seit 2017)

## Wahlergebnisse
| Jahr   | Stimmenanteil | Sitze          |
| ------ | ------------- | -------------- |
| 1963   | 28,50 %       | 41/144gewonnen |
| 1970 1 | 3,33 %        | 8/240          |
| 1977   | 19,32 %       | 51/264gewonnen |
| 1984   | 13,40 %       | 41/306         |
| 1993   | 15,62 %       | 52/333         |
| 1997   | 9,84 %        | 32/325         |
| 2002   | 15,0 %        | 48/325         |
| 2007   | 10,7 %        | 52/325gewonnen |
| 2011   | 11,9 %        | 60/395         |
| 2016   | 10,7 %        | 46/395         |